# 巴氏星燈魚
巴氏星灯鱼（学名：Gonichthys barnesi）为輻鰭魚綱燈籠魚目灯笼鱼科的一个種，分布於南半球亞熱帶海域，屬深海魚類，棲息深度0-1000公尺，體長可達5公分。